# Войняг
Войняг е връх в Белишки дял на Ихтиманска Средна гора, в подножието на който се намира с. Смолско. Висок е около 950 метра и представлява част от Бабутицо-Войняшката антиклинала. Върхът е бил една от точките, формиращи границата между Княжество България и Източна Румелия по силата на Берлинския договор от 1878 година.